# Hervé Moineau
Hervé Moineau (4 de abril de 1955) es un expiloto de motociclismo francés, que compitió en diferentes modalidades. Se proclamó cuatro veces campeón del Mundial de resistencia.

## Biografía
Hervé Moineau comienza su carrera motociclista en Mundial de 1976 con el Gran Premio de Francia de 250 cc que terminará en la 22.ª posición y en 350 donde también en el 16.º lugar. En 1977, combinará su participación en la carrera de 250 y 500 cc Gran Premio de Francia, mientras que también debutaría en el Mundial de resistencia con una Godier-Genoud con la que terminará sexto de las 8 horas del Nurburgring y séptimo de las 500 Millas de Thruxton en Ingletterra junto a Jean-Bernard Peyre para terminar la temporada en la 24.º posición de la general. En 1978, vuelve a la velocidad en 250 y 350 cc con Yamaha, consiguiendo un décimo lugar en el Gran Premio de Suecia y en el Gran Premio de Alemania. Vuelve al Mundial de resistencia en 1979 con una Kawasaki para conseguir una victoria a las 6 Horas de Assen y un segundo lugar a las 24 horas de Montjuic, en compañía de Christian Huguet.
En 1980, conseguiría el primero de sus títulos en el Mundial de resistencia con una Honda en compañía de Marc Fontan con victorias en las 8 Horas de Assen, y las 24 horas de Lieja. Moineau vuelve a 1981 al Mundial de Velocidad disputando la prueba de la Gran Premio de Bélgica de 500 cc, mientras disputa el Mundial de Resistencia en compañía de Richard Hubin, donde acaba noveno. Nuevamente con Hubin de compañero, retomará la temporada de resistencia de 1982 con victoria en los 1000 kilómetros de Donington y volver a ser campeón por segunda vez en 1983, con victorias en las 6 horas de Silverstone, las 8 horas del Jarama y a las 8 Horas de Suzuka. Al año siguiente, consigue puntuar en el Gran Premio de Yugoslavia de 1984 con un décimo puesto. Frente a esto, vuelve a la resistencia con una Suzuki con su amigo Richard Hubin para acabar quinto en la clasificación general en 1985 y cuarto en 1986.
En 1987, conseguiría por tercera vez el título de campeón del mundo de resistencia (esta vez con Bruno Le Bihan de compañero) ganando los 1000 kilómetros de Estoril, las 8 Horas de Donington, las 6 Horas de Zeltweg y las 24 Horas de Lieja. Un título que revalidaría al año siguiente con Thierry Crine con una victoria a las 24 Horas de Lieja. Moineau escoge al mismo socio en la competición pero tan solo se clasifica en el quinto lugar de la clasificación final, mientras comenzaba una aventura en el Campeonato Mundial de Superbikes con una Suzuki obteniendo un 14.º lugar en la primera ronda de la cita británica, primera prueba del campeonato. Desde 1990 hasta 1995, seguiría compitiendo con algunos podios en pruebas de resistencia y algunas participaciones en el Mundial de velocidad.
Una vez retirado, ejerció de gerente de la April Moto Events Motors para luego convertirse en piloto instructor en el circuito Paul Ricard en la escuela de Easy Monneret en mayo de 2011, y luego entrenador nacional del equipo de Francia de velocidad durante 9 años.

## Palmarés
1980
- Campeón del Mundial de resistencia

1983
- Campeón del Mundial de resistencia

1987
- Campeón del Mundial de resistencia

1988
- Campeón del Mundial de resistencia

## Resultados en el Campeonato del Mundo
Sistema de puntuación desde 1969 hasta 1987:
| Posición | 1.º | 2.º | 3.º | 4.º | 5.º | 6.º | 7.º | 8.º | 9.º | 10.º |
| Puntos   | 15  | 12  | 10  | 8   | 6   | 5   | 4   | 3   | 2   | 1    |

Sistema de puntuación de 1993 hasta 2022:
| Posición | 1.º | 2.º | 3.º | 4.º | 5.º | 6.º | 7.º | 8.º | 9.º | 10.º | 11.º | 12.º | 13.º | 14.º | 15.º |
| Puntos   | 25  | 20  | 16  | 13  | 11  | 10  | 9   | 8   | 7   | 6    | 5    | 4    | 3    | 2    | 1    |

### Carreras por año
(Carreras en negrita indica pole position, carreras en cursiva indica vuelta rápida)
| Año  | Cat.  | Equipo     | 1      | 2     | 3     | 4      | 5       | 6       | 7      | 8       | 9       | 10     | 11     | 12      | 13      | 14    | Pts. | Pos. |
| ---- | ----- | ---------- | ------ | ----- | ----- | ------ | ------- | ------- | ------ | ------- | ------- | ------ | ------ | ------- | ------- | ----- | ---- | ---- |
| 1976 | 250cc | Yamaha     | FRA 22 |       | NAT - | YUG -  | IOM -   | NED -   | BEL -  | SWE -   | FIN -   | CZE -  | GER -  | ESP -   |         |       | 0    | -    |
| 1976 | 350cc | Yamaha     | FRA 16 | AUT - | NAT - | YUG -  | IOM -   | NED -   |        |         | FIN -   | CZE -  | GER -  | ESP -   |         |       | 0    | -    |
| 1977 | 250cc | Yamaha     | VEN -  | GER - | NAT - | ESP -  | FRA DNQ | YUG -   | NED -  | BEL -   | SWE -   | FIN -  | CZE -  | GBR -   |         |       | 0    | -    |
| 1977 | 350cc | Yamaha     | VEN -  | GER - | NAT - | ESP -  | FRA Ret | YUG -   | NED -  |         | SWE -   | FIN -  | CZE -  | GBR -   |         |       | 0    | -    |
| 1978 | 250cc | Yamaha     | VEN -  | ESP - |       | FRA 13 | NAT -   | NED -   | BEL -  | SWE 10  | FIN 14  | GBR 13 | GER 17 | CZE -   | YUG Ret |       | 1    | 34.º |
| 1978 | 350cc | Yamaha     | VEN -  |       | AUT - | FRA -  | NAT 15  | NED -   |        | SWE -   | FIN -   | GBR 10 | GER -  | CZE -   | YUG Ret |       | 1    | 30.º |
| 1984 | 500cc | Cagiva     | RSA -  | NAT - | ESP - | AUT -  | GER -   | FRA Ret | YUG 10 | NED Ret | BEL Ret | GBR 16 | SWE -  | RSM Ret |         |       | 1    | 28.º |
| 1994 | 500cc | ROC Yamaha | AUS -  | MAL - | JPN - | ESP -  | AUT 11  | GER -   | NED -  | ITA -   | FRA -   | GBR -  | CZE -  | USA -   | ARG -   | EUR - | 5    | 28.º |